# 韓高恩
韓高恩（韓語：한고은，1975年3月10日—），韓國女演員。1995年參加超級精英模特選拔大會獲獎後出道，從事模特工作。

## 個人生活
韓高恩父母借了3000萬沒還，在韓高恩13歲的時候一家人移民去美國。然而在美國的日子更苦，父親欠債失聯，母親同時打著很多份工。韓高恩也從國中開始打工賺錢，因為父親沒有盡到家長的責任，長大回國後又背負起了照顧家人的責任，多年來也多次因父親欠下的債務而遭到威脅，也曾多次替父親還債。韓高恩的經紀公司表示，韓高恩在母親去世後，因為遺產問題又一次與父親發生矛盾，最終韓高恩放棄了很多原本應屬於她的東西。也徹底斷絕了與父親的來往。
2001年與g.o.d成員朴俊炯交往，兩年後分手。
2009年2月承認在拍摄電影《很悲傷的城市》時與導演金東元戀愛。兩人於2010年11月分手。
2011年6月與演員張泰勳热恋，在Beige單曲《不能喝酒》的MV共同出演，交往一年後分手。
2015年8月31日，韓高恩與比她小4歲的圈外上班族申蓉洙結婚。2016年結婚第一年流產，同年母親也去世。
2018年於綜藝節目《同床異夢2 - 你是我的命運》，自曝跟丈夫認識不到3個月就閃婚。

## 演出作品

### 電視劇
- 1999年：SBS《Happy Together》飾演 尹采琳
- 2001年：KBS《討厭像爸爸一樣地生活》飾演 徐華妍
- 2001年：OCN《沒有太陽》
- 2002年：SBS《那女人的家》
- 2003年：KBS《保鑣（朝鲜语：보디가드 (2003년 드라마)）》飾演 朴侑鎮
- 2004年：SBS《張吉山》
- 2004年：KBS《比花還美》飾演 金美秀
- 2005年：SBS《春日》飾演 金敏貞
- 2005年：MBC《律師們》飾演 楊夏穎
- 2006年：SBS《愛情與野望》飾演 金美慈
- 2007年：KBS《京城醜聞》飾演 車頌珠
- 2008年：MBC《天下絕色朴貞今》飾演 司孔柔菈
- 2009年：SBS《不是誰都能愛》飾演 吳錦蘭
- 2010年：KBS《名家》飾演 韓丹伊
- 2010年：MBC《被稱為神的男子》飾演 薇薇安
- 2011年：MBC《我也是花》飾演 朴花影
- 2012年：MBN《可疑的家族》飾演 天智仁
- 2013年：MBC《火之女神井兒》飾演 仁嬪金氏
- 2013年：MBC《愛能給別人嗎》飾演 鄭友拉
- 2015年：KBS Drama《Miss Mammamia》飾演 吳珠琍
- 2018年：SBS《能先接吻嗎？》飾演 姜錫英
- 2018年：MBN《心動警報》飾演 韓在景
- 2021年：JTBC《Undercover》飾演 高允珠
- 2022年：ENA《具必秀不在》飾演 南盛美

### 電影
- 1998年：《日出城市（朝鲜语：태양은 없다）》
- 2009年：《很悲傷的城市（朝鲜语：유감스러운 도시）》
- 2015年：《黑手（朝鲜语：검은손）》

### MV
- 1999年：Position《Blue Day》（與韓載錫）
- 2000年：元泰源《淚流滿面》（與劉智泰）
- 2001年：李秀英《Never Again》[1]（鍾麗緹、申鉉濬）
- 2003年：M.C The MAX《愛情詩》
- 2004年：趙恩《悲傷戀歌》（與宋一國）
- 2005年：Sol《傷心獨白》（與張錫賢）
- 2010年：朴慧京《新男友》
- 2011年：Beige《不能喝酒》（與張泰勳）

### 綜藝節目
2018年：SBS《同床異夢2 - 你是我的命運》（E56—E80、E101—E103）

## 獲獎
- 2001年：KBS演技大賞—人氣獎《不與父親般居住》
- 2001年：KBS演技大賞—上鏡獎《不與父親般居住》
- 2002年：SBS演技大賞—人氣獎
- 2003年：KBS演技大賞—人氣獎《保鏢》
- 2004年：KBS演技大賞—人氣獎
- 2007年：KBS演技大賞—女配角獎

## 外部連結
- 韓高恩的Instagram帳戶
- 韓高恩在NAVER上的资料
- 韓高恩在Daum上的资料